# Achilixius mayoyae
Achilixius mayoyae är en insektsart som beskrevs av  1989. Achilixius mayoyae ingår i släktet Achilixius och familjen Achilixiidae. Inga underarter finns listade i Catalogue of Life.